# Playas oscuras
«Playas oscuras» es una canción perteneciente al grupo de rock argentino Los Visitantes. Este sencillo es el sexto tema que forma parte de su primer álbum titulado Salud universal editado en el año 1993. Fue escrito, compuesto e interpretado por Palo Pandolfo.  
Esta canción fue el primer éxito del grupo y que a la vez contó con su primer videoclip promocional. Junto con Estaré es una de las canciones más recordadas del grupo.

## Créditos
- Daniel Gorostegui: Teclados
- Federico Gahzarossian: Bajo y Coros
- Horacio Duboscq: Saxofón  y  Clarinete
- Karina Cohen: Coros  y  Percusión
- Marcelo Belén: Batería
- Marcelo Montolivo: Guitarra
- Palo Pandolfo: Guitarra y Voz